# Античка Елида
Елис /ˈiːlɪs/ или Елија /ɪˈlaɪ.ə/ (грч. Ήλιδα, романизовано: Ilida, Атички Грчки: Ἦλις, романизовано: Ēlis /ɛ̂ːlis/; еленски: Ϝᾶλις /wâːlis/, етоним: Ϝᾱλείοι[1])) је древни округ у Грчкој који одговара модерној регионалној округу Елис.
Елида се налази у јужној Грчкој на Пелопонезу, омеђена на северу Ахајом, на истоку Аркадијом, на југу Месенијом и на западу Јонским морем. Током архаичног и класичног периода, полис „град-држава“ Елиде контролисао је већи део региона Елиде, највероватније кроз неравноправне уговоре са другим градовима, многи становници Елиде били су Перијеци — аутономни и слободни (уживали слободу, али нису поседовали грађанска права). Перијеци су, за разлику од других Спартанаца, могли слободно да путују између градова..
Локални облик имена је био Валис, или Валеија, а његово значење је, по свој прилици, било „низија“ (упореди са речју „долина“). По својој физичкој конституцији Елида је слична Ахаји и Аркадији, његове планине су само изданаци аркадијских висоравни, а његове главне реке се напајају аркадијским изворима.
Према Страбону, прво насеље је створио Оксил Етолијанац који је дошао тамо и потчинио становнике. Град Елида је прошао кроз синоецизам — како Страбон примећује — 471. п. н. е..[6] Елида је имала власт над местом Олимпија и руководила Олимпијским играма.
Дух игара утицао је на формирање пијаце, осим булетериона, места где се састајало „грађанско веће“, које се налазило у једној од фискултурних сала, већина осталих зграда је била везана за игре, укључујући две гимназије , палестру, и еланодик (кућа судија).

## Историја

### Рана историја
Првобитни становници Елиде звали су се Какони и Пароратаје. Хомер их помиње први пут у грчкој историји под насловом Епејани (Епеи), како су кренули у Тројански рат, а он их описује како живе у стању сталног непријатељства са својим суседима, Пилијанима. Крајем 11. века пре нове ере Доријанци су извршили инвазију на Пелопонез, а Елида је припала Оксилима и Етолији.
Ови људи, спајајући се са Епејцима, формирали су моћно краљевство на северу Елиде. Након ових многих промена у политичкој дистрибуцији земље, све док није дошло до признавања само три племена, свако независно од другог. Ова племена су била Епејци, Минојци и Елеанци. Међутим, пре краја 8. века пре нове ере, Елеанци су победили оба своја ривала и успоставили своју превласт над целом земљом. Међу осталим предностима које су тиме стекли било је право на прослављање и контролу Олимпијских игара, које је раније било прерогатив Пизанта. Олимпија је била у Елидској земљи Извори датирају прве игре у 776. годину пре Христа. Хеланодиканци, судије Игара, били су елидског порекла. Покушаји које су Пизатанци чинили да поврате изгубљену привилегију, током периода од скоро две стотине година, коначно су се завршили потпуним уништењем њиховог града од стране Елида. Од времена овог догађаја 572. п. н. е. па до Пелопонеског рата, мир у Елиди је остао непоремећен.

### Демократија у Елиди
Елида је била традиционални савезник Спарте, али се градска држава придружила Аргосу и Атини у савезу против Спарте око 420. п. н. е. током Пелопонеског рата. То је било због спартанске подршке независности Лепреума. Као казну након предаје Атине, Елида је била приморана да преда Трифилију 399. године пре нове ере Ерик В. Робинсон (амерички историчар) је тврдио да је Елида била демократска држава око 500. године пре нове ере, на основу раних натписа који сугеришу да би људи могли да направе и мењају законе. Робинсон даље верује да књижевни извори имплицирају да је Елида наставила да буде демократска све до 365. године, када се чини да је олигархијска фракција преузела контролу (Xen. Hell. 7.4.16, 26).‍:29–31 У једном тренутку средином четвртог века, демократија је можда обновљена, јер је уска олигархија замењена новим уставом који је дизајнирао Формио из Елиде, Платонов ученик (Arist. Pol. 1306a12-16; Plut. Mor. 805d, 1126c).
Чини се да је класична демократија у Елиди функционисала углавном кроз народну скупштину и савет, две главне институције већине полиса. Савет је у почетку имао 500 чланова, али је нарастао на 600 чланова до краја петог века (Thuc. 5.47.9). Постојао је и низ јавних званичника као што су демиоургои који су редовно подносили јавне ревизије.‍:32